# Bulnesia arborea

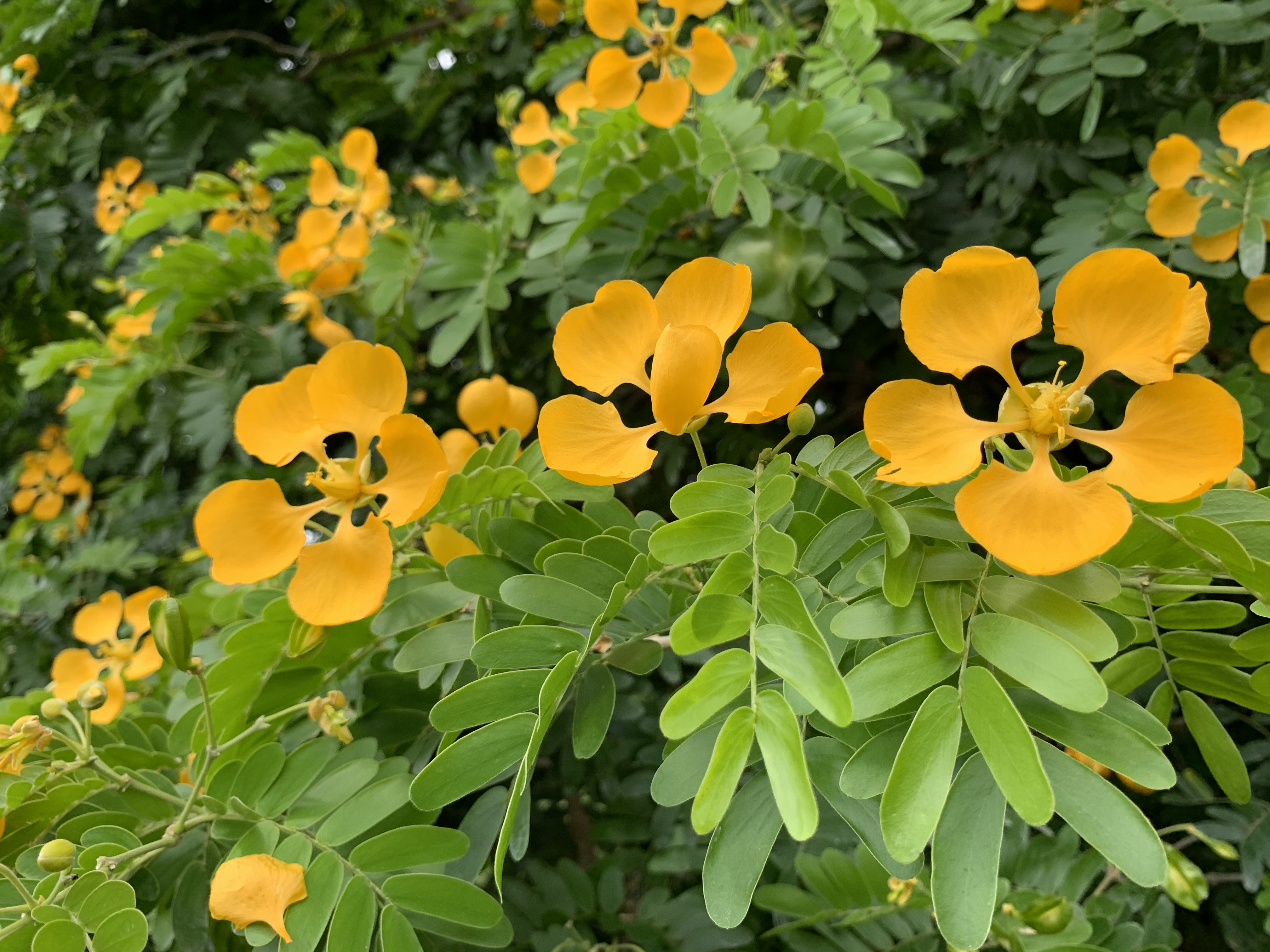
Blüten

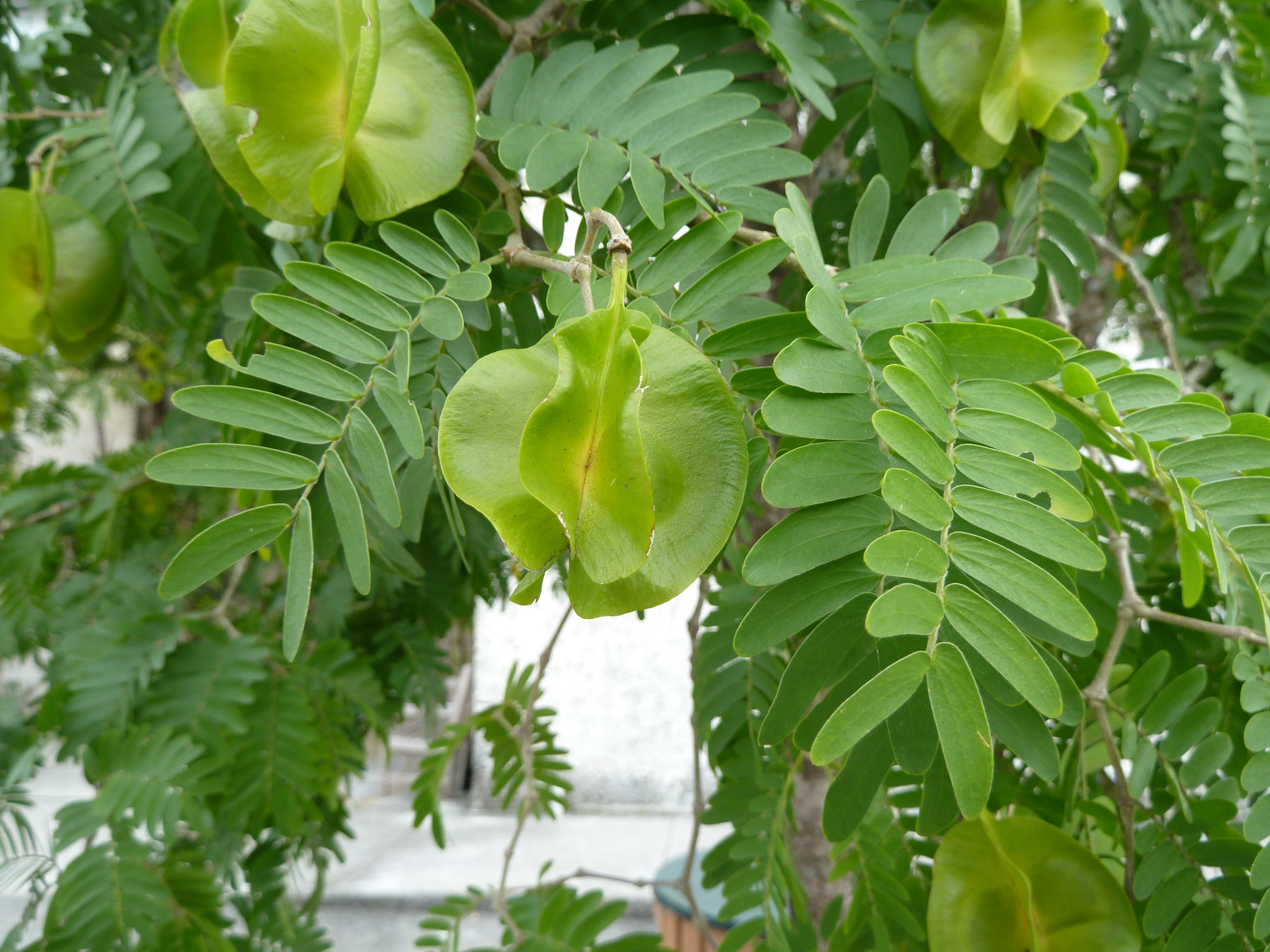
Unreife, geflügelte Früchte und Blätter

Bulnesia arborea ist eine Pflanzenart aus der Gattung Bulnesia innerhalb der Familie der Jochblattgewächse (Zygophyllaceae).

## Beschreibung
Bulnesia arborea ist ein immergrüner, langsamwüchsiger Baum, der Wuchshöhen zwischen 9 und 13 Meter (in Extremfällen bis 30 Meter) erreicht. Ausgewachsene Bäume sind auf den unteren 4,5 bis 6 Meter häufig unverzweigt. Darüber ist der Baum weitverzweigt mit herunterhängenden Zweigen, die fast den Erdboden erreichen können. Der Stammdurchmesser erreicht bis zu 50 Zentimeter oder mehr. Der Baum führt ein Harz.
Die gegenständig an den Zweigen angeordneten Laubblätter sind bis zu 12 Zentimeter lang und wechselnd paarig gefiedert mit 5 bis 9 Paaren von sitzenden, kahlen Fiederblättchen. Die eilanzettlichen bis länglichen, etwa 2–4 Zentimeter langen, öfters etwas asymmetrischen Blättchen sind ganzrandig und abgerundet bis rundspitzig, selten spitz. Die Nervatur ist handförmig. Es sind kleine Nebenblätter vorhanden.
Es werden kleine, kurze, achsel- oder endständige, traubig, zymöse Blütenstände gebildet oder die Blüten erscheinen einzeln. Die etwa 3 Zentimeter durchmessenden, zwittrigen und orange-gelben Blüten sind radiärsymmetrisch und fünfzählig mit doppelter Blütenhülle. Die fast freien Kelchblätter sind dachig. Die fünf genagelten Kronblätter besitzen eine rundliche Platte. Es sind 10 Staubblätter, mit einem gezähnten bis zerschlitzen, tütenförmigem Anhängsel an der Basis, vorhanden. Der fünfkantige, -fächrige Fruchtknoten ist oberständig mit relativ kurzem Griffel und kleiner Narbe. Es ist ein winkliger Diskus vorhanden.
Die fünfflügelige, zur Reife gelb-bräunliche, kahle, etwa 4–4,5 Zentimeter große „Flügelkapsel“ (Kapselfrucht, Spaltfrucht) enthält fünf einsamige, flache und geflügelte Teilfrüchte (Merikarpien).

## Verbreitung
Das natürliche neotropische Verbreitungsgebiet erstreckt sich von den Antillen über Mittelamerika bis in den Norden Südamerikas, Kolumbien und Venezuela. Er gedeiht in xerophytischen Ökosystemen.

## Nutzung
Das sehr schwere, sehr beständige Holz, Eisenholz, von Bulnesia arborea ist dem Pockholz von Bäumen der Gattung Guaiacum nicht unähnlich und kommt manchmal unter dem Namen Maracaibo-Pockholz oder Veraholz, Verawood sowie „Lignum vitae“, in den Handel. Es ist mit einer Rohdichte von 0,92 bis 1,1 etwas leichter als echtes Pockholz. Das Handelsvolumen ist allerdings sehr klein. Ein ähnliches Holz liefert Bulnesia sarmientoi (Palo Santo), welches angenehm duftet.

## Botanische Geschichte
Bulnesia arborea wurde durch Nikolaus Joseph Freiherr von Jacquin im Jahr 1763 unter dem Namen Zygophyllum arboreum erstbeschrieben. Im Jahr 1890 wurde die Art durch Adolf Engler in die Gattung Bulnesia gestellt. Weitere Synonyme sind Guaiacum arboreum (Jacq.) DC., Plectrocarpa arborea (Jacq.) Christenh. & Byng und Gonopterodendron arboreum (Jacq.) Godoy-Bürki.